# Аборты в Черногории
Аборты в Черногории являются законными по запросу женщины в течение первых десяти недель беременности. Между десятью и 20 неделями аборт должен быть одобрен комитетом, и его можно совершить лишь по медицинским показаниям, если ребёнок должен родиться с серьёзными отклонениями, если беременность наступила в результате изнасилования, либо если женщина может столкнуться с серьёзными семейными обстоятельствами во время беременности или после родов. Между 20 и 32 неделями аборт должен быть одобрен комитетом по этике, и право на него предоставляют лишь по медицинским показаниям или в случае серьёзных дефектов плода; после 32 недель аборт могут разрешить, чтобы спасти жизнь беременной женщины. Нынешнее законодательство об абортах действует с 2009 года и оно заменило предыдущий закон 1977 года, принятый в тогдашней Югославии.
Женщина должна платить за аборт по желанию и эту процедуру можно проводить лишь в медицинских учреждениях, которые отвечают уверенным минимальным стандартам. селективные аборты запрещены, как и анализ с целью определения пола плода на протяжении первых десяти недель беременности. В то же время, соотношение мужчин к женщинам при рождении в 2009 - 2011 годах составило аномально высокие 109,8, что, согласно докладу Фонда народонаселения ООН, можно объяснить выбором пола для аборта.
По состоянию на 2010 год число абортов составило 6,3 на 1000 женщин в возрасте 15-44 лет.